# Бутко Анатолій Дмитрович
Анатолій Дмитрович Бутко (народився 16 лютого 1942) — український науковець, педагог. Кандидат економічних наук (1979), професор кафедри фінансового аналізу і контролю (2004).
Майстер спорту з боксу, був членом збірної України, бронзовий призер першості СРСР. Член президії Федерації боксу України.

## Біографія
Народився 16 лютого 1942 року. У 1970 році закінчив Київський інститут народного господарства імені Д. Коротченка за спеціальністю «Організацію механічної обробки». У 1970—1977 роках працював в Українському науково-дослідному інституті торгівлі і громадського харчування на посадах старшого інженера, молодшого та старшого наукового співробітника. У 1979 році навчався в аспірантурі Київського торгово-економічного інституту (КТЕІ), захистив дисертацію на здобуття наукового ступеня кандидата економічних наук на тему «Удосконалення бухгалтерського обліку товароруху у плодокомбінатах» за науковою спеціальністю «Бухгалтерський облік та аналіз господарської діяльності».
З 2004 року — професор кафедри фінансового аналізу і контролю, декан обліково-економічного факультету.
Пройшов стажування в університеті Маямі, Оксфорд (штат Огайо, США). Керівник професійно-орієнтованого факультетського клубу імені Лука Пачолі.
Автор понад 80 наукових і науково-методичних праць. Напрямки наукових досліджень: «Облік, аналіз і контроль капіталу» «Методи і моделі прийняття рішень», «Фінансовий контроль у системі державного регулювання управління розподілом і використанням бюджетних ресурсів». Розробив і впровадив в навчальний процес курси «Теорія економічного аналізу», «Економіко-математичні методи і моделі у бухгалтерському обліку та аналізі», «Методи і моделі прийняття рішень в аналізі і аудиті». Автор першого україномовного підручника з курсу «Теорія економічного аналізу».
Під його науковим керівництвом захистили дисертаційні роботи 6 кандидатів економічних наук: Ю.В. Бакун, О.А. Шевчук, О.Л. Шерстюк, І.В. Мельничук, О.О. Заремба та В.Ю. Гордополов.
Майстер спорту з боксу, був членом збірної України, бронзовий призер першості СРСР. Член президії Федерації боксу України.

## Нагороди і відзнаки
Нагороджений медаллю «В пам'ять 1500-річчя Києва», медаллю «За трудову відзнаку», Подякою Міністерства фінансів України, Почесною грамотою Ватутінської районної державної у м. Києві адміністрації, нагрудні знаки «Петро Могила» та «Відмінник освіти України». Відзначений почесними грамотами Міністерства освіти і науки України та Київської державної адміністрації.